# 15 mai 1959
Le vendredi 15 mai 1959 est le 135e jour de l'année 1959.

## Naissances
- John Arch, de son vrai nom de John Maurice Archambault, chanteur américain de metal progressif ;
- Hiroshi Aro, de son vrai nom Yoshihiro Tamogami, mangaka japonais ;
- Gene Banks, joueur américain de basket-ball ;
- Max Cantor, journaliste et acteur américain, mort le 3 octobre 1991 ;
- Isidro del Prado, athlète philippin, spécialiste du 400 mètres ;
- Khaosai Galaxy, de son vrai nom Sura Saenkham, boxeur thaïlandais ;
- Henkjan Honing (nl), professeur néerlandais de cognition musicale ;
- Per Josefsson, investisseur suédois, philanthrope et directeur du hedge fund Brummer & Partners ;
- Thomas Johnson, athlète américain spécialiste de l'ultra-trail ;
- Fiona Kelly, romancière britannique de romans policiers ;
- Chris Meledandri, producteur de cinéma américain ;
- Luis Pérez-Sala, pilote automobile de Formule 1 espagnol ;
- Ronald Pofalla, homme politique allemand ;
- Charles Scicluna, prélat catholique maltais ;
- Beverly Jo Scott, chanteuse, autrice et compositrice américaine ;
- Bruno Stevens, photojournaliste belge ;
- Cheba Zahouania, de son vrai nom Halima Mazzi, chanteuse algérienne de musique raï.

## Décès
- Jeanne de Flandreysy, née Jeanne Mellier, femme de lettres française (née le 11 juillet 1874) ;
- Alexander Forbes Irvine Forbes, astronome sud-africain (né le 13 avril 1871) ;
- Max d'Ollone, chef d'orchestre et compositeur français (né le 13 juin 1875).
- Thomas Swindlehurst, tireur à la corde britannique (né le 21 mai 1874) ;

## Événements
- Fidel Castro ordonne la fin des exécutions sommaires après 621 exécutions.
- Le Japon rejette la proposition russe, faite le 4 mai, de répudier son alliance défensive avec les États-Unis, y compris les bases militaires, contre la promesse soviétique de respecter la neutralité du pays.
- Le Congrès américain autorise un plan d'aide de construction de centrales nucléaires pour 230 millions USD (9,5 milliards FRF 1999).